# Дретуни
Дретуни — деревня в Удомельском городском округе Тверской области.

## География
Деревня находится в северной части Тверской области на расстоянии приблизительно 10 км на запад-северо-запад по прямой от железнодорожного вокзала города Удомля в 0,6 км севернее железной дороги Бологое-Рыбинск.

## История
Деревня была известна с 1478 года. В 1859 году была владением помещика Л. И. Обернибесова. Здесь было учтено дворов (хозяйств): 10 (1859 год), 21 (1886), 26 (1911), 38 (1958), 18 (1986), 14 (2000). В советский период истории здесь действовали колхозы «Дритуни», «Первый Объединенный», «Великий Октябрь» и совхоз «Прожектор». До 2015 года входила в состав Порожкинского сельского поселения до упразднения последнего. С 2015 года в составе Удомельского городского округа.

## Население
Численность населения: 65 человек (1859 год), 110 (1886), 151 (1911), 5(1958), 38 (1986), 21 (русские 71 %) в 2002 году, 10 в 2010.